# Antilogie
Antilogie (griech. ἀντιλογία: Widerspruch, Widerrede) bezeichnet als Begriff der Rhetorik einen Widerspruch, der in den Worten oder Begriffen einer Aussage liegt. In engerem Sinne bezeichnet er Anteile an der rhetorischen Methode antiker Skeptiker, stets die gegensätzliche Position als ebenfalls gerechtfertigt auszuweisen. Im Sinne der formalen Logik wird Antilogie auch synonym mit Falsum (lat. das Falsche) und damit als Gegenbegriff zur Tautologie (die unter jeder Wahrheitswertebelegung wahr ist) gebraucht und bezeichnet eine Aussagenfunktion, die unabhängig von ihren Argumenten immer den Wert falsch ergibt. Die einfachsten Funktionen dieser Art sind die monadischen und dyadischen Antilogien (die nur ein bzw. zwei Argumente führen).
Antilogie ist nicht zu verwechseln mit Antilogismus, der von Christine Ladd-Franklin vorgeschlagenen Alternative zur klassischen Syllogistik (die Grundidee ist, nicht mit zwei Prämissen und einer Conclusio, sondern stets mit drei zusammen widersprüchlichen Aussagen – den ursprünglichen Prämissen und der Verneinung der ursprünglichen Konklusion – zu operieren, so dass Reihenfolge und Verteilung auf Personen unerheblich wird).

## Begriffsgeschichte
Die skeptische Urteilsenthaltung wurde damit begründet, je eine widersprechende These als in gleichem Grade gerechtfertigt zu verteidigen. In diesem Sinne wird das Wort zur Bezeichnung der skeptischen Methode verwendet bei Protagoras (der ein nicht erhaltenes Werk mit dem Titel Antilogiai verfasste, dessen relativistischer Wahrheitsbegriff im Protagoras von Platon prominent kritisiert wird), Plutarch, Diogenes Laertius u. a. Als Methode ohne skeptische Zielrichtung (teils unspezifischer im Sinne des Prinzips in utrumque partem, das – prominent von Aristoteles vertreten – fordert, stets die Gegenseite zu bedenken) sind Schriften von Theophrast, Cicero und Karneades die wichtigsten Belege.

### Antilogie in der Antike
- M. Emsbach: Sophistik als Aufklärung. Untersuchungen zu Protagoras, 1980.
- E. Heitsch: Ein Buchtitel des Protagoras, in: Hermes. Z. Klass. Philol. 97 (1969)
- M. Untersteiner: Studi sulla sofistica. Le Antilogie di Protagora, in: Antiquitas 1947–1950, 2-5
- A. Weische: Art. Antilogie, I., in: Historisches Wörterbuch der Philosophie, Bd. 1, 392
- A. Weische: Cicero und die Neue Akademie. Zur Entstehung und Geschichte des antiken Skeptizismus, 2. Aufl. Münster, Westfalen 1975.

### Antilogie in der formalen Logik
- Albert Menne: Art. Antilogie, II., in: Historisches Wörterbuch der Philosophie, Bd. 1, 392
- Joseph M. Bochenski / Albert Menne: Grundriß der Logistik, Paderborn: Schöningh 1965, 25. 32.
- Albert Menne: Zur Stufenkoppelung monadischer bivalenter Funktoren, in: Albert Menne / Alexander Wilhelmy / Helmut Angstl: Kontrolliertes Denken. Untersuchungen zum Logikkalkül und zur Logik der Einzelwissenschaften. Freiburg i.Br. – München: Alber 1951.